# Week-end en famille
Pour les articles homonymes, voir Week-end (homonymie) et Famille (homonymie).
Pour plus de détails, voir Fiche technique et Distribution.
Week-end en famille (Home for the Holidays) est un film de Noël américain réalisé par Jodie Foster, sorti en 1995.

## Synopsis
Claudia, accompagnée de sa fille Kitt, se rend à Baltimore pour fêter Thanksgiving en famille.
Elle doit retrouver ses parents et sa sœur Joanne dans la maison familiale.
Son frère Tommy, qui réside à Boston, a signalé qu'il serait malheureusement absent cette année,
ce qui angoisse Claudia qui, comme à chaque fois, voit cette réunion annuelle d'un mauvais œil.
Jodie Foster, la réalisatrice, dépeint une vision de la famille ironique et très acide.

## Fiche technique
- Titre : Week-end en famille
- Titre original : Home for the Holidays
- Réalisation : Jodie Foster
- Scénario : W.D. Richter, d'après une nouvelle de Chris Radant
- Production : Jodie Foster, Peggy Rajski et Stuart Kleinman
- Sociétés de production : Egg Pictures, Paramount Pictures et Polygram Filmed Entertainment
- Musique : Mark Isham
- Photographie : Lajos Koltai
- Montage : Lynzee Klingman
- Décors : Andrew McAlpine (de)
- Costumes : Susan Lyall
- Pays d'origine : États-Unis
- Format : Couleurs - 1,85:1 - Dolby - 35 mm
- Genre : comédie dramatique, romance
- Durée : 103 minutes
- Dates de sortie :
  - 3 novembre 1995 (États-Unis)
  - 21 février 1996 (Belgique)
  - 28 février 1996 (France)
  - 1er mars 1996 (Suisse romande)

## Distribution
- Holly Hunter : Claudia Larson
- Robert Downey Jr. (VF : Emmanuel Curtil) : Tommy Larson
- Anne Bancroft : Adele Larson
- Charles Durning : Henry Larson
- Dylan McDermott : Leo Fish
- Geraldine Chaplin : tante Gladys
- Steve Guttenberg : Walter Wedman
- Cynthia Stevenson : Joanne Larson Wedman
- Claire Danes : Kitt Larson
- Emily Ann Lloyd : Brittany Lace Wedman
- Zack Duhame : Walter Wedman Jr.
- Austin Pendleton : Peter Arnold
- David Strathairn : Russell Terziak
- Amy Yasbeck : Ginny Johnson Drewer
- James Lecesne : Ron Drewer

## Autour du film
- Le tournage s'est déroulé à Baltimore et Los Angeles.
- Week-end en famille marque les débuts au cinéma de Shawn Hatosy.
- Robert Downey Jr. a publiquement reconnu avoir consommé des drogues durant le tournage, qui l'empêchaient de tourner ses scènes au mieux.

## Bande originale
- Evil Ways, interprété par Rusted Root
- Candy, interprété par Nat King Cole
- It's Not Unusual, interprété par Tom Jones
- Thème de Shaft, interprété par Isaac Hayes
- Trouble in Mind, interprété par Dinah Washington
- That's Life, composé par Kelly Gordon et Dean Kay
- Rocking Horse, interprété par Bunny
- Puppy Love, composé par Paul Anka
- Surfin' Bird, interprété par The Trashmen
- Halls of Montezuma
- We Gather Together
- Bicycle Built for Two
- I Wanna Be Loved by You, composé par Bert Kalmar, Herbert Stothart et Harry Ruby
- Pick Yourself Up, composé par Jerome Kern et Dorothy Fields
- Pow, interprété par les Beastie Boys
- Free Stylin, composé par Daniel Darras et Simon Di
- The Very Thought of You, interprété par Nat King Cole
- Piece of My Heart, interprété par Janis Joplin

## Distinctions
- Nomination au prix du meilleur film, lors des GLAAD Media Awards en 1996.
- Nomination au prix de la meilleure actrice pour Claire Danes, lors des Young Artist Awards en 1996.